# Mount Gilead, Ohio
Mount Gilead är administrativ huvudort i Morrow County i delstaten Ohio. Enligt 2010 års folkräkning hade Mount Gilead 3 660 invånare.